# Музей шоколада (Барселона)
Музей шоколада — частный музей, расположенный в Барселоне, столице испанской провинции Каталония. Посвящён шоколаду и изделиям из него. Отдельное место в музее отведено созданным из шоколада скульптурным работам, которые изображают ряд выдающихся зданий Барселоны, известных литературных и мультипликационных персонажей и тому подобное. Музей принадлежит Гильдии кондитеров Барселоны (кат. Gremi de Pastisseria de Barcelona), был открыт в 2000 году. Находится в районе Старый город, в здании бывшего женского монастыря. Площадь музея составляет 600 м².

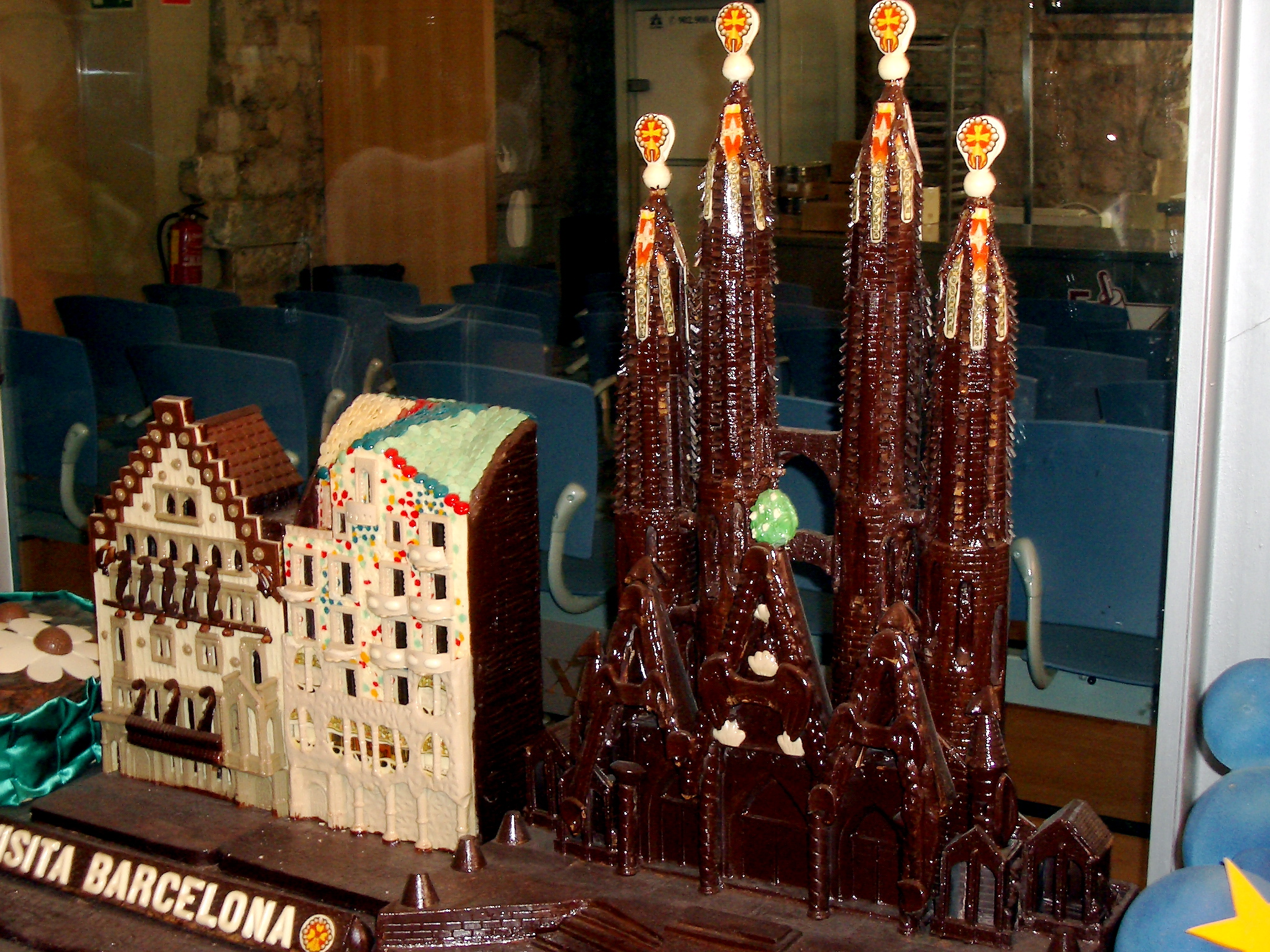
Дом Амалье, Каса-Батльо и Саграда Фамилия из шоколада

Ориентирован прежде всего на посетителей-детей, для которых разработан ряд специальных образовательных и развлекательных программ, предоставляющих возможность узнать об истории появления какао в Европе и особенностях его применения в кондитерском деле, а также попробовать свои силы в создании скульптур из шоколада и приготовлении разнообразных десертов на его основе.